# Jorge Alessandri Vergara
Jorge Iván Alessandri Vergara (Recoleta, 8 de junio de 1979) es un abogado, bombero, y político chileno, miembro de la Unión Demócrata Independiente (UDI). Se desempeñó como concejal por Santiago entre 2008 y 2012. Desde marzo de 2018 se desempeña como diputado de la República, bajo un segundo período legislativo consecutivo, en representación del distrito n° 10 de Región Metropolitana, periodo 2022-2026.

## Biografía

### Primeros años y familia
Es hijo de Gustavo Alessandri Valdés, exalcalde y exparlamentario; y de Constanza Vergara Vicuña, periodista quien se desempeñó como directora de las revistas Paula, Visa y Elle Chile. La familia Alessandri  ha tenido entre sus miembros a destacados profesionales y políticos en Chile. Es hermano de Felipe Alessandri Vergara, exalcalde de Santiago, entre 2016 y 2021, y Alcalde de Lo Barnechea de la Región Metropolitana de Santiago por el periodo 2024-2028. También es hermano de Gustavo Alessandri Balmaceda, diputado entre 1990-1994, y tío de Gustavo Alessandri Bascuñán, alcalde de Zapallar.
Está casado con la también abogada Teresita García de la Huerta Vial, y son padres de tres hijos.

### Estudios y vida laboral
Estudió su enseñanza básica y media en el Colegio Nido de Águilas de Lo Barnechea y realizó sus estudios superiores de Derecho en la Universidad de Los Andes, su memoria de grado versó sobre Los Efectos de la Quiebra en Materia Laboral. Se tituló de abogado el 26 de abril del año 2017.
En el ámbito privado ha realizado diversos emprendimientos. En el año 1999, fundó Zentex Ltda., empresa de seguridad, la que da trabajo a un importante número de trabajadores. Fue miembro del directorio de la empresa South Winds Consulting (2014-2017), la Inmobiliaria Orbe y Recreo SA. (2008-2017) y director Comercial de la Empresa Gestacur (2015-2017).
Fue miembro voluntario del Cuerpo de Bomberos de Algarrobo desde 1996 y hasta 2018 cuando se une a la 3.ª Compañía de Bomberos de Ñuñoa. Es también, Alguacil de Carabineros de Chile desde 2005.

## Carrera política
Inicia su trayectoria política como militante del partido Unión Demócrata Independiente (UDI), el año 2007.
Se presentó como candidato por su partido a concejal en la elecciones municipales de 2008 por la alcaldía de Santiago, obteniendo 13.924 votos, equivalentes al 14,39% de los sufragios, resultado electo Concejal con la primera mayoría, ocupando el cargo de concejal hasta diciembre de 2012. Como concejal de la comuna de Santiago, lideró el proyecto "Legado Bicentenario".
Paralelamente, se desempeñó como asesor presidencial con el cargo de subdirector de Programación de la Presidencia durante el primer gobierno del presidente Sebastián Piñera(2010-2014).
En las elecciones parlamentarias de 2013 fue candidato a diputado por el distrito n° 27 (correspondiente a las comunas de; La Cisterna, El Bosque y San Ramón), obteniendo 20.012 votos, equivalentes al 13,57% de los sufragios, no resultando electo para el periodo 2014-2018.
Al año siguiente, su nombre es considerado para competir al cargo de alcalde de la comuna de Maipú representando a su sector, sin embargo, dicha postulación no se concretó.
En abril de 2015, al asumir Hernán Larraín como presidente de su partido UDI, pasó a formar parte de la directiva, en el cargo de prosecretario nacional, hasta 2017. Como miembro de la directiva del partido estuvo recorriendo el país con la misión de encontrar candidatos para las elecciones municipales de 2016. En noviembre de ese mismo año fue designado por la directiva como encargado del primer proceso de elecciones internas en la UDI con participación de un militante un voto y votación electrónica en todo el país.
En las elecciones parlamentarias de 2017 fue candidato nuevamente como diputado de la República, dentro del pacto Chile Vamos, ahora en representación del nuevo distrito n° 10 (que comprende las comunas de Providencia, Ñuñoa, Santiago, Macul, San Joaquín y La Granja) de la región Metropolitana de Santiago, por el período 2018-2022.  Resultó electo con 30.833 votos, equivalentes al 7,06% de los sufragios. En esa gestión, integró las comisiones permanentes de Constitución, Legislación, Justicia y Reglamento, y Seguridad Ciudadana.
En agosto de 2021, inscribió su candidatura a la reelección como diputado por el distrito n° 10, por el periodo 2022-2026. En las elecciones parlamentarias de noviembre de ese año resultó reelecto, al obtener 49.478 votos, correspondientes al 10,83% del total de los sufragios válidos.
Asumió el cargo el 11 de marzo de 2022, pasando a integrar nuevamente las comisiones permanentes de Constitución, Legislación, Justicia y Reglamento; y de Seguridad Ciudadana. Además, fue elegido como jefe de bancada de su partido. Durante el año 2022 presidió la Comisión de Seguridad de la Cámara de Diputados y desde mayo de 2025 preside la COMISIÓN de Constitución, Legislación, Justicia y Reglamento. 

## Reconocimientos
- En 1992, siendo estudiante de Enseñanza media, recibió el "Premio International Academic Award", otorgado por el presidente de EE. UU. George Bush.[2]
- El año 2011, el Diario Financiero lo otorga el "Premio al Negocio Más innovador", del año 2009, por su Empresa Recreo S.A.[2]

## Historial electoral

### Elecciones municipales de 2008
- Elecciones municipales de 2008, para el Concejo Municipal de Santiago[6]

### Elecciones parlamentarias de 2013
- Elecciones Parlamentarias de 2013, candidato a diputado por el distrito 27 (El Bosque, La Cisterna y San Ramón)[7]

### Elecciones parlamentarias de 2017
- Elecciones parlamentarias de 2017, candidato a diputado por el distrito 10 (La Granja, Macul, Ñuñoa, Providencia, San Joaquín y Santiago)[8]

### Elecciones parlamentarias de 2021
- Elecciones parlamentarias de 2021, candidato a diputado por el distrito 10 (La Granja, Macul, Ñuñoa, Providencia, San Joaquín y Santiago)[9]